# Giải quần vợt Úc Mở rộng 2024
Giải quần vợt Úc Mở rộng 2024 là một giải quần vợt Grand Slam được diễn ra tại Melbourne Park, từ ngày 14–28 tháng 1 năm 2024. Đây là lần thứ 112 Giải quần vợt Úc Mở rộng được tổ chức, lần thứ 56 trong Kỷ nguyên Mở, và là giải Grand Slam đầu tiên trong năm. Giải đấu bao gồm các nội dung đơn, đôi và đôi nam nữ dành cho các vận động viên chuyên nghiệp. Các vận động viên trẻ và xe lăn sẽ tham dự ở nội dung đơn và đôi. Giống như những năm trước, nhà tài trợ chính của giải đấu là Kia.
Novak Djokovic là đương kim vô địch nội dung đơn nam. Aryna Sabalenka là đương kim vô địch nội dung đơn nữ.
Đây là lần đầu tiên trong lịch sử trận mở màn Giải quần vợt Úc Mở rộng diễn ra vào Chủ Nhật.
Dưới đây là những thay đổi của giải đấu năm 2024 so với các giải đấu trước:
- Các trận đấu vòng 1 diễn ra trong ba ngày, thay vì hai ngày.
- Các trận đấu ban ngày trên các sân chính, Rod Laver Arena và Margaret Court Arena, diễn ra tối đa hai trận thay vì ba trận để tránh các trận đấu kéo dài đến tờ mờ sáng, chẳng hạn như trận đấu giữa Andy Murray và Thanasi Kokkinakis vào năm 2023, kết thúc lúc 4:05 sáng theo giờ địa phương.[7] Lịch thi đấu trên sân John Cain Arena vẫn giữ nguyên.
- Số lượng phiên trận đấu của giải đấu đã tăng từ 47 lên 52 khi có thêm ngày thi đấu.

## Nhà vô địch

### Đơn nam
- *  Jannik Sinner đánh bại  Daniil Medvedev, 3–6, 3–6, 6–4, 6–4, 6–3.

### Đơn nữ
- vs.

### Đôi nam
- /  vs.  /

### Đôi nữ
- /  vs.  /

### Đôi nam nữ
- /  vs.  /

### Đơn nam xe lăn
- vs.

### Đơn nữ xe lăn
- vs.

### Đơn xe lăn quad
- vs.

### Đôi nam xe lăn
- /  vs.  /

### Đôi nữ xe lăn
- /  vs.  /

### Đôi xe lăn quad
- /  vs.  /

### Đơn nam trẻ
- vs.

### Đơn nữ trẻ
- vs.

### Đôi nam trẻ
- /  vs.  /

### Đôi nữ trẻ
- /  vs.  /

## Điểm và tiền thưởng

### Phân phối điểm
Dưới đây là bảng phân bố điểm cho từng giai đoạn của giải đấu.

#### Vận động viên chuyên nghiệp
| Sự kiện | VĐ   | CK   | BK  | TK  | Vòng 1/16 | Vòng 1/32 | Vòng 1/64 | Vòng 1/128 | Q   | Q3  | Q2  | Q1  |
| Đơn nam | 2000 | 1300 | 800 | 400 | 200       | 100       | 50        | 10         | 30  | 16  | 8   | 0   |
| Đôi nam | 2000 | 1200 | 720 | 360 | 180       | 90        | 0         | N/A        | N/A | N/A | N/A | N/A |
| Đơn nữ  | 2000 | 1300 | 780 | 430 | 240       | 130       | 70        | 10         | 40  | 30  | 20  | 2   |
| Đôi nữ  | 2000 | 1300 | 780 | 430 | 240       | 130       | 10        | N/A        | N/A | N/A | N/A | N/A |

| Sự kiện  | VĐ  | CK  | BK/Hạng 3 | TK/Hạng 4 |
| Đơn      | 800 | 500 | 375       | 100       |
| Đôi      | 800 | 500 | 100       | N/A       |
| Đơn quad | 800 | 500 | 100       | N/A       |
| Đôi quad | 800 | 100 | N/A       | N/A       |

| Sự kiện     | VĐ   | CK  | BK  | TK  | Vòng 1/16 | Vòng 1/32 | Q   | Q3  |
| Đơn nam trẻ | 1000 | 700 | 490 | 300 | 180       | 90        | 25  | 20  |
| Đơn nữ trẻ  | 1000 | 700 | 490 | 300 | 180       | 90        | 25  | 20  |
| Đôi nam trẻ | 750  | 525 | 367 | 225 | 135       | N/A       | N/A | N/A |
| Đôi nữ trẻ  | 750  | 525 | 367 | 225 | 135       | N/A       | N/A | N/A |

### Tiền thưởng
Tổng số tiền thưởng của Giải quần vợt Úc Mở rộng 2024 tăng 13.07% lên mức kỷ lục giải đấu là A$86,500,000.
| Sự kiện    | VĐ          | CK          | BK        | TK        | Vòng 1/16 | Vòng 1/32 | Vòng 1/64 | Vòng 1/128 | Q3       | Q2       | Q1       |
| Đơn        | A$3,150,000 | A$1,725,000 | A$990,000 | A$600,000 | A$375,000 | A$255,000 | A$180,000 | A$120,000  | A$65,000 | A$44,100 | A$31,250 |
| Đôi        | A$730,000   | A$400,000   | A$227,500 | A$128,000 | A$75,000  | A$53,000  | A$36,000  | N/A        | N/A      | N/A      | N/A      |
| Đôi nam nữ | A$165,000   | A$94,000    | A$50,000  | A$26,500  | A$13,275  | A$6,900   | N/A       | N/A        | N/A      | N/A      | N/A      |
| Đơn xe lăn | A$          | A$          | A$        | A$        | N/A       | N/A       | N/A       | N/A        | N/A      | N/A      | N/A      |
| Đôi xe lăn | A$          | A$          | A$        | N/A       | N/A       | N/A       | N/A       | N/A        | N/A      | N/A      | N/A      |
| Đơn quad   | A$          | A$          | A$        | N/A       | N/A       | N/A       | N/A       | N/A        | N/A      | N/A      | N/A      |
| Đôi quad   | A$          | A$          | N/A       | N/A       | N/A       | N/A       | N/A       | N/A        | N/A      | N/A      | N/A      |